# Poecilochaetus japonicus
Poecilochaetus japonicus är en ringmaskart som beskrevs av Kitamori 1965. Poecilochaetus japonicus ingår i släktet Poecilochaetus och familjen Poecilochaetidae. Inga underarter finns listade i Catalogue of Life.